# 전형규
전형규(田亨奎, 1934년 8월 28일 ~ 2006년 9월 7일)는 조선민주주의인민공화국의 아나운서(방송원)로 강원도 안변군 오계리 출신이다.
1950년 원산공업전문학교를 졸업했으며 1965년 평양사범대학을 졸업했다. 한국 전쟁 중이던 1951년 3월부터 함경남도 함흥시 철도 관리국에서 근무하기 시작했고 1951년 4월에는 함흥시 철도 관리국 철길 복구대에서 전시 철도 수송 임무를 맡았다. 1954년 3월부터는 함흥시 철도 관리국 지도원, 1955년 3월부터는 철도국 지도원으로 근무했다.
1956년 5월 1일에는 조선중앙방송위원회 아나운서(방송원)로 발탁되었다. 1963년 3월 3일 조선중앙방송의 텔레비전 방송을 시작과 함께 초대 텔레비전 방송 아나운서로 발탁된 이후부터 죽기 전까지 텔레비전 아나운서로 활동했다.
조선민주주의인민공화국 정부와 조선로동당의 주요 성명, 정치 관련 보도, 중계 방송을 비롯해 노래 경연과 알아맞추기 경연, 스포츠 경기 중계 등 다양한 프로그램의 진행을 맡으면서 시청자들 사이에서 인기가 높았다. 1981년 인민방송원 칭호를 받았으며 1995년 로력영웅 칭호를 받았다.